# Overgaden – Institut for Samtidskunst
Overgaden – Institut for Samtidskunst är en dansk konsthall i Köpenhamn.
Overgaden grundades 1986 och är en experimenterande utställningslokal för samtidskonst. Den finansieras delvis av Statens Kunstfond och visar omkring tio utställningar per år av dansk och internationell samtidskonst, framför allt tematiska separatutställningar av enskilda konstnärers verk. 
Overgaden – Institut for Samtidskunst ligger i en tidigare fabriksbyggnad vid Ovengaden Neden Vandet vid Christianshavns Kanal i Christianshavn, som uppfördes 1887 och ritades av Frederik Bøttger.
Konsthallen leds av en styrelse med majoritet av konstnärer. Ordförande i styrelsen är (2016) bildkonstnären Gudrun Hasle (född 1979).